# Sweet Love
«Sweet Love» —en español: «Amor dulce»— es una canción interpretada por el cantante estadounidense Chris Brown. Es el segundo sencillo del quinto álbum Fortune (2012) y fue lanzada el 10 de abril de 2012 en los Estados Unidos. El sencillo fue compuesto y escrito por Brown, Cory Marks, Greg Curtis, Polow da Don, Jason "JP" Perry y Tommy Doyle Jr; fue producido por Polow da Don así como por "JP" Perry.
"Sweet Love" es una balada slow jam del género R&B con elementos de música electrónica; la letra de la música trata sobre Brown pidiendo a su amante que se quite la ropa, esto mientras tienen relaciones sexuales. La canción fue recibida positivamente por los críticos, quienes elogiaron la letra de la canción, los temas sexuales así como la presentación del video. "Sweet Love" también se posicionó en el puesto 25 en el Hot R&B/Hip-Hop Songs y el número 89 en el Billboard Hot 100 de ese mismo año. 
- Datos: Q1822435